# Самуй
Саму́й (тайск. เกาะสมุย) — остров в Сиамском заливе Тихого океана. Является частью таиландской провинции Сураттани. Второй по размеру остров Таиланда после Пхукета, его площадь 228,7 км², максимальная высота над уровнем моря 635 м. Популярный курорт. Расположен примерно в 700 км от Бангкока и 40 км от восточного побережья Южного Таиланда. Остров богат природными достопримечательностями: белоснежными песчаными пляжами, коралловыми рифами и кокосовыми пальмами. В июне 2008 года Самую был предоставлен официальный муниципальный статус независимого города, до этого он был под административной юрисдикцией города Сураттхани.

## География

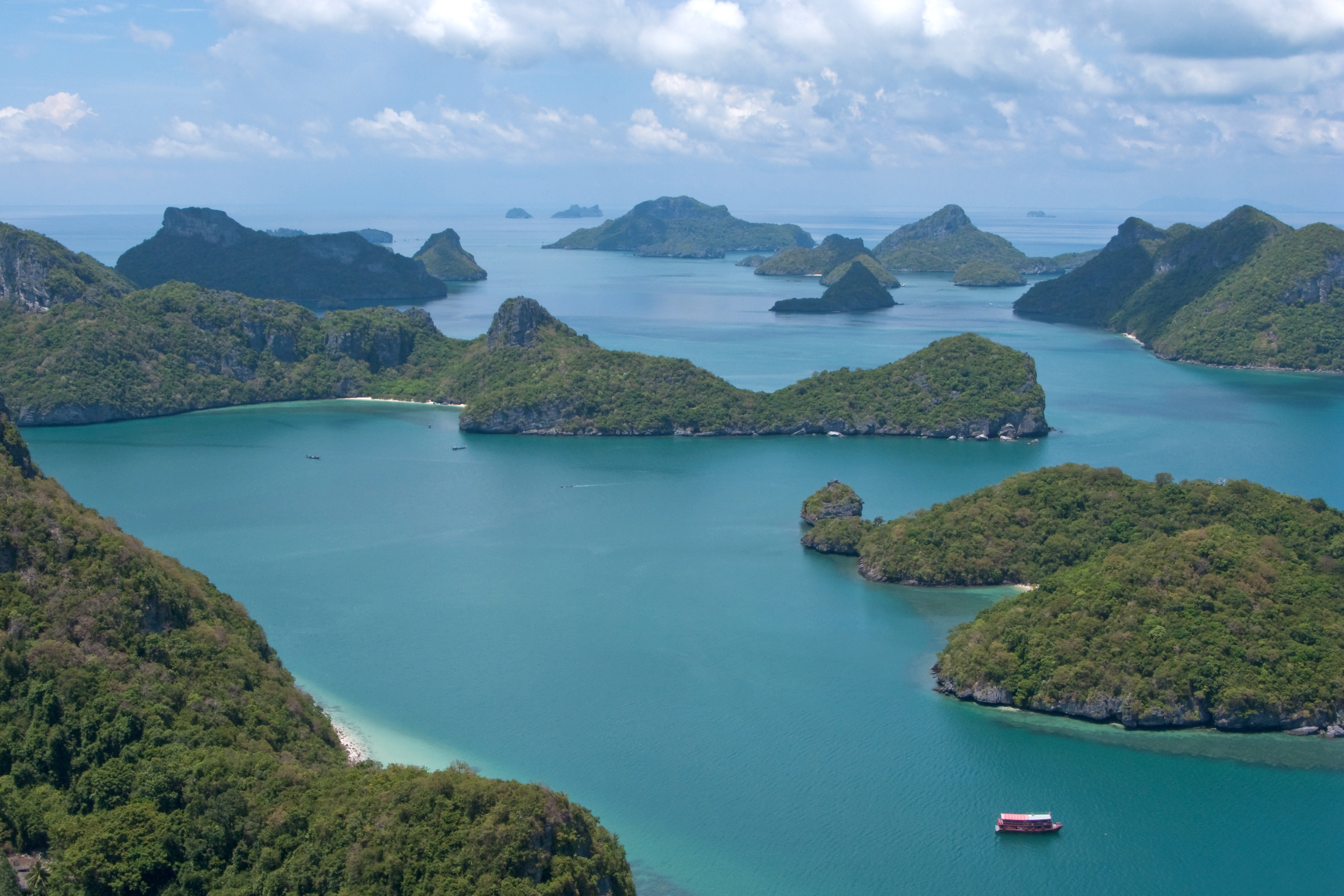
Парк Ангтхонг

Самуй расположен в Сиамском заливе Южно-Китайского моря, около 35 км к северо-востоку от города Сураттхани (9° с. ш., 100° в. д.). Размеры примерно вдоль 21 км и 25 км.
Самуй окружён примерно шестьюдесятью другими островами, большинство из которых составляет Национальный морской парк Му-Ко-Анг-Тхонг, но есть и другие курорты — Ко Пха Нган, Тау и Ко Нанг Юан.
Центральная часть острова, в основном, непроходимые горные джунгли (пик Кхаопом, 635 м), ближе к побережью — низменные районы, соединённые между собой единой дорогой, которая пролегает по окружности острова.
Старая столица Натон на юго-западном побережье острова остается до сих пор основным портом для рыбной ловли и межостровного транспорта. В Натоне располагается местная администрация и коммерческий центр для местных жителей. Старые китайские дома на центральной улице, в которых располагаются магазины — напоминание об экзотической истории острова.

## Климат
Самуй имеет два явных климатических сезона, которые не совпадают с общей картиной погоды на материке. Сезон дождей — с ноября по январь, где самыми дождливыми являются декабрь и первая половина января; и сухой сезон — с середины февраля по май, из которых самым жарким является апрель. С мая по октябрь на Самуе устанавливается хорошая погода, несмотря на то, что во всём Таиланде этот период считается сезоном муссонных дождей. Погода преимущественно солнечная, с частыми, но скоротечными осадками. То есть, количество осадков становится больше, но дожди идут от 10 секунд до нескольких минут, при этом погода остается солнечной. Держится до сентября, после чего соотношение солнечных и пасмурных дней уравновешивается. Дожди в сезон муссонов — сильные, в начале ноября — непродолжительные, а к середине ноября и в декабре могут лить не переставая почти сутки.
| Показатель                    | Янв.  | Фев. | Март | Апр. | Май   | Июнь  | Июль  | Авг.  | Сен.  | Окт.  | Нояб. | Дек.  | Год    |
| ----------------------------- | ----- | ---- | ---- | ---- | ----- | ----- | ----- | ----- | ----- | ----- | ----- | ----- | ------ |
| Средний суточный максимум, °C | 29,0  | 29,5 | 30,7 | 32,1 | 32,6  | 32,2  | 32,0  | 31,9  | 31,6  | 30,5  | 29,5  | 29,1  | 30,9   |
| Средний суточный минимум, °C  | 24,1  | 25,0 | 25,6 | 26,1 | 25,8  | 25,5  | 25,1  | 25,1  | 24,8  | 24,4  | 24,1  | 23,9  | 25,0   |
| Норма осадков, мм             | 137,8 | 57,8 | 77,8 | 76,6 | 146,5 | 112,7 | 122,8 | 118,7 | 116,8 | 290,2 | 489,6 | 209,1 | 1956,4 |
| Источник: 19.07.2010          |       |      |      |      |       |       |       |       |       |       |       |       |        |

## История

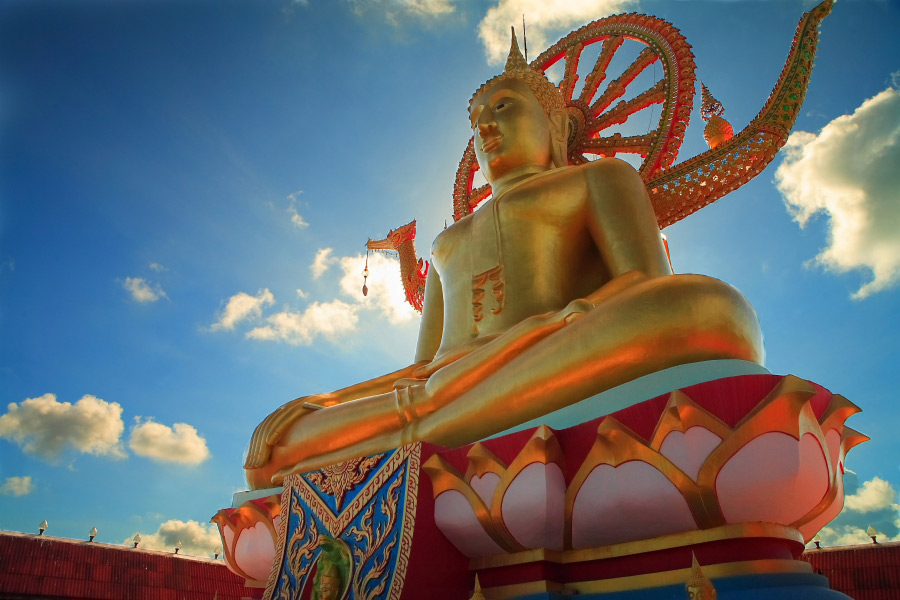
Статуя Большого Будды

Считается, что остров был заселен в VI веке нашей эры рыбаками с Малайского полуострова и Китая. Остров нанесен на китайские карты династии Мин, датируемые 1687 годом под названием Pulo Cornam. Происхождение названия Самуй неизвестно. Возможно, это измененное название одного из деревьев, произрастающих на острове — mui, или это измененное китайское слово Saboey, которое переводится как «убежище». Koh в переводе с тайского означает «остров».
Во время второй мировой войны Самуй был оккупирован Японией.
До конца XX века Самуй был изолированной, самодостаточной общиной, имеющей слабые связи с материковой частью Таиланда. На острове даже не было дорог до начала 1970-х годов, и путь в 15 км из одной части острова в другую превращался в 24-часовое путешествие через горные джунгли в центральной части острова. Лишь в 1967 году губернатор внёс предложение о проектировании и строительстве дорог.
Первые туристы появились на острове в 1970-х годах. Организованный туризм начал развиваться с конца 1980-х гг.
Население острова составляет около 45 000 человек, основными доходами которого являются туризм, экспорт каучука и кокосовых орехов. Хотя в общественном мнении остров до сих пор представляется нетронутым уголком дикой природы, экономический рост принес не только выгоду местным жителям, но и заметные изменения окружающей среды и культуры, что стало источником конфликта между местными жителями и иммигрантами из других частей Таиланда и других стран.

## Административное деление
Остров включает 7 тамбонов (подрайонов):
| 1. Ang Thong 2. Lipa Noi 3. Taling Ngam 4. Na Mueang 5. Maret 6. Bo Phut 7. Mae Nam |

Самуй был ампхе (районом) провинции Сураттани до июня 2008, после чего ему был предоставлен муниципальный статус независимого города.
Весь остров, а также архипелаг Анг Тонг и некоторые другие маленькие острова поблизости — единый муниципалитет (thesaban mueang).

## Экономика
Исторически экономика острова основывалась на сельском хозяйстве и ловле рыбы. Остров не случайно называют «кокосовым», долгое время кокосовые орехи являлись главной сельскохозяйственной культурой, а кокосовые плантации занимали основную часть острова. С 1980 годов туризм стал значимым экономическим фактором в экономике острова, а в данный момент является доминирующим. Массовое строительство и интернет-связь в последние годы сделали остров интересным местом для предприятий IT-индустрии, которые обеспечивают определённую степень экономического разнообразия экономики острова.

## Транспорт

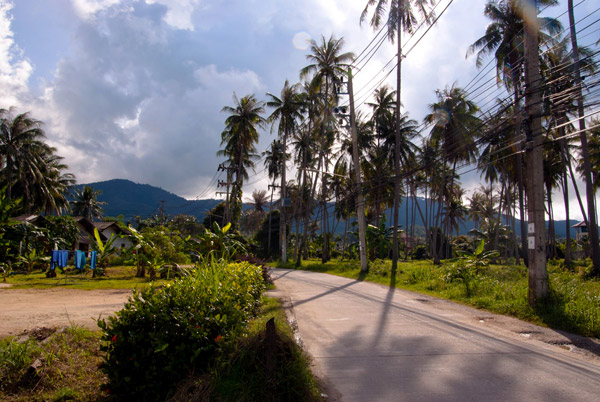
Одна из множества второстепенных дорог, прилегающих к главной кольцевой дороге на Самуе

### Аэропорт Самуй
Частный аэропорт, построенный авиакомпанией Bangkok Airways, которая является главным оператором и в течение долгого времени была единственной авиакомпанией, осуществляющей пассажирские авиаперевозки на Самуи. В настоящий момент аэропорт также обслуживают Thai Airways International. Из аэропорта отправляется 27 рейсов в Бангкок, 23 из которых — ежедневные. Кроме этого, осуществляются рейсы в Сингапур, Гонконг, Куала-Лумпур, Паттайю и Пхукет.

### Паромное сообщение
С острова на материк можно попасть с помощью паромов трёх основных компаний на Самуи. Скоростные пассажирские катамараны расположены на пирсах Мэнама и Натона, а пассажирские и транспортные паромы в Натоне и на Липа Ное. Все три перевозчика прибывают к пирсам около города Донсак (Donsak). Катамараны преодолевают расстояние примерно за 40 минут, а тяжелые паромы — за 1,5 часа. Регулярные курсирующие катера соединяют Самуй с Сураттхани и Пханганом. Раз в день отправляется катер к острову Тао.

### Общественный транспорт
Вокруг горной части острова проложена кольцевая дорога 4169, протяжённость которой порядка 52 км. Для полного охвата всего побережья Самуй была проложена дорога 4170. Дорога 4169 полностью покрыта асфальтом, имеет по одной полосе в каждую сторону. Дорога 4170 — это двухполосное полотно с бетонным покрытием. На Самуи всего два перекрёстка с круговым движением. В 2019—2020-м годах велись работы по расширению дороги 4169, в частности в районе Маенам (север острова) создано двухполосное движение.
Общественный транспорт на Самуи — сонгтэо (англ. songthaew — пикап, задняя часть которого покрыта тентом, с установленными под ним лавками для сидения либо без сидений, но с ручками, чтобы держаться), таксиметеры и мототакси.

## Туризм
Начало было положено в 1970-х годах, когда первые туристы попали на Самуй. В течение многих лет после этого, остров имел всего несколько бунгало и незначительное количество путешественников. В начале 1990-х годов начался настоящий туристический бум на острове и с тех пор остров очень популярен. Современный Самуй — это второй остров в Таиланде по популярности после Пхукета. Самуй стал известным среди дайверов из-за красивых кораллов и рыб.

### Достопримечательности
Национальный морской парк Ангтхонг состоит из 42 островов, которые представляют собой горные массивы из известняка, покрытые тропическими лесами. Основан как национальный парк в 1980.
Также известен как «Золотой бассейн», поскольку является отличным местом для подводного плавания (дайвинга).
Ват Кхунарам — самый известный храм острова, где находится мумия монаха Луанг Пхо Дэнга. Мумия сидит вертикально в стеклянном боксе, а верующие, посещающие храм, приносят ей в жертву цветы и ладан. Мумия является телом очень уважаемого настоятеля храма, который, по мнению верующих, был в состоянии предсказать смерть.
Океанариум и Тигровый зоопарк — удивительная коллекция тропических рыб и других ярких водных животных, таких как черепахи и красочный коралл. В тигровом питомнике вы можете увидеть бенгальских тигров и леопардов.
Пагода Лаем Сор — пагода, расположенная в храме Лаем Сор, является одной из самых важных буддийских святынь на Самуи.
Большая статуя Будды — статуя высотой в 12 метров, находится на горе, которая видна почти со всех точек острова, туда необходимо забираться по специальной Драконьей лестнице.
Скала Бабушка и Дедушка — природный памятник, который стал местом паломничества туристов из-за их поразительного сходства с половыми органами.
В начале 2017 года планируется открытие нового аттракциона — «High Park Samui».

## Города-побратимы
- Эмбрён (Франция)